# Фейлдинг (город)
Фейлдинг (англ. Feilding, маори Aorangi) — город в округе Манавату в новозеландском регионе Манавату-Уангануи.

## География
Город Фейлдинг находится на юго-западе Северного острова Новой Зеландии, в 15 километрах на северо-запад от города Пальмерстон-Норт. Район, где расположен Фейлдинг, лежит в поймах местных рек, и поэтому подвержен наводнениям. Через город проходит ведущая на север автострада 54 (New Zealand State Highway 54). Южнее проложена государственная трасса 3 (New Zealand State Highway 3). В центре города находится вокзал железных дорог Северного острова Новой Зеландии (North Island Main Trunk Railway). В восточной части города расположен небольшой аэродром.

## История
Фейлдинг был основан британской корпорацией Emigrants and Colonists Aid Corporation Ltd, занимавшейся расселением жителей Британских островов на территориях колоний и доминионов, в том числе и в Новой Зеландии. В 1871 году корпорация выкупила у административного руководства колонии в Веллингтоне территорию, на которой был построен Фейлдинг, а в январе 1874 года здесь были поселены первые переселенцы из Великобритании. Назван был город по фамилии тогдашнего директора корпорации, полковника Уильяма Фейддинга.
Во время наводнения, произошедшего здесь в 2004 году, было затоплено и разрушено более 140 домов.

## Экономика и культура
Фейлдинг является центром интенсивно развитого сельскохозяйственного района.
в Филдинге начинается маршрут «Feilding and District Steam Rail Society», железнодорожной ветки, по которой ходят туристические поезда, ведомые реставрированными старинными паровозами. Город Фейлдинг также был 14 раз отмечен званием «самое красивое место Новой Зеландии».
На территории Фейлдинга находятся два мараэ, священные места собраний двух различных иви (племён) маори.

## Известные личности
- Сара хирини — новозеландская регбистка
- Джед Брофи — актёр театра и кино
- Глен Джексон — регбист и спортивный судья
- Джесси Серджент — новозеландский трековый велогонщик, бронзовый призёр Олимпийских игр 2008 и 20012.
- Коди Тейлор — регбист, чемпион мира 2015.